# Large Black (svinerace)
Large Black (en: Stor Sort), eller Devon Pig, er en race af tamsvin der stammer fra Storbritannien; den oprinder fra områdederne omkring Devon og Cornwall. Det er en stor race og det eneste britiske svin der er helt sort. Large Blacks findes i en række lande, herunder Storbritannien, Australien, Canada og USA. I USA kaldes racen også for Large Black Hog. Det amerikanske husdyrsbevaringsagentur American Livestock Breeds Conservancy har registreret Large Black racen som "kritisk".

## Historie
Large Black opstod som resultatet af en blanding af sorte svin fra Sydvestengland med de svin, der fandtes i Østengland. I 1810 blev de beskrevet som "...særegne ved deres enorme størrelse er de de største af arten jeg nogensinde har set, og så perfekt skabte som det er muligt i svin; deres hoveder er store med lange ører, der hænger ned på hver side af hovedet, så de dårligt kan se frem for sig." Svinene fra East Anglia, primært Essex, var under stærk indflydelse fra svin importeret fra Kina i slutningen af det 18. århundrede, mens svinene fra Devon og Cornwall sandsynligvis var tættere beslægtede med fastlandets svin, især de franske. Disse to typer var meget markante omkring slutningen af 1880'erne, men efter avlsorganisationen blev oprettet fandt udvekslinger mellem regionerne sted i højere grad, hvorfor variationerne formindskedes.
Gennem det sene 19. århundrede tiltog racens popularitet. I 1898 blev en avlsorganisation oprettet, og omkring 1900 var Large Black en af de mest talrige engelske svineracer. Tidligt i 1900-tallet blev Large Black eksporteret til Europa, Sydamerika og Afrika, samt Australien og New Zealand. Populariteten toppede i 1920'erne og efter 2. verdenskrig begyndte antallet af svin at dale, da bønderne begyndte at foretrække racer der kunne klare sig bedre i indendørs omgivelser. I 1960'erne blev racen næsten udryddet og i 1973 kom den på listen over truede husdyr.
Large Blacks er beskrevet som "kritisk" af American Livestock Breeds Conservancy, hvilket betyder at der årligt fødes mindre end 200 dyr i USA og at der anslås at være mindre end 2000 dyr af racen på verdensplan. Det er fortsat en af de mindst udbredte svineracer fra England, om end antallet langsomt er ved at tiltage igen på grund af en øget efterspørgsel efter kød fra traditionelle svineracer.

### Svinekrigen
Et svin af racen var i år 1859 starten på en konflikt mellem Storbritannien og USA om grænsen mellem USA og Canada ved Stillehavet. Svinet havde forvildet sig ind over grænsen på et i forvejen omdiskuteret område og blev opdaget i gang med at æde rodfrugter; bonden Lyman Cutlar skød svinet, der således blev krigens første og eneste offer. Konflikten startede på baggrund af den efterfølgende uenighed om erstatningen for svinet, men endte uden yderligere blodudgydelse med en traktat .

## Beskrivelse
Large Black er en meget omgængelig race, muligvis fori dens store hængeører begrænser dens udsyn. Søer føder normalt store kuld på 8-10 smågrise, om end nogle søer har fået kuld på op til 13 smågrise. Racen er også kendt for sin lange reproduktive alder; Guinness Rekordbog har beskrevet en Large Black so der producerede 26 kuld mellem 1940 og 1952. Det er det største kendte antal kuld for svin nogensinde. Ornerne vejer mellem 320 og 360 kilo, søerne mellem 270 og 320 kilo. Overvægt blandt søer kan undertiden være årsag til ovariecyster og tab af frugtbarhed.
Da racens popularitet var på sit højeste blev Large Black primært brugt til produktion af kød, samt til at krydse med Yorkshire-svinet, der også kaldes Large White, Store Hvide, da dette skabte en commercielt anerkendt og særdeles levedygtig hybrid. Kødet fra Large Black er kendt for sin gode smag og høje kvalitet i fødevareindustrien